# 315046 Gianniferrari
315046 Gianniferrari è un asteroide della fascia principale. Scoperto nel 2007, presenta un'orbita caratterizzata da un semiasse maggiore pari a 2,7340269 UA e da un'eccentricità di 0,0480502, inclinata di 14,29438° rispetto all'eclittica.